# Episodi di Holby City (dodicesima stagione)
La dodicesima stagione della serie televisiva Holby City è stata trasmessa in anteprima nel Regno Unito da BBC One tra il 20 ottobre 2009 e il 12 ottobre 2010.
| nº | Titolo originale                        | Titolo italiano | Prima TV UK       | Prima TV Italia |
| -- | --------------------------------------- | --------------- | ----------------- | --------------- |
| 1  | The Hands That Rock the Cradle (Part 1) |                 | 20 ottobre 2009   |                 |
| 2  | The Hands That Rock the Cradle (Part 2) |                 | 21 ottobre 2009   |                 |
| 3  | Myself, Coming Back                     |                 | 27 ottobre 2009   |                 |
| 4  | The Professionals                       |                 | 3 novembre 2009   |                 |
| 5  | Home Truths                             |                 | 10 novembre 2009  |                 |
| 6  | To Have and to Hold                     |                 | 17 novembre 2009  |                 |
| 7  | Break Away                              |                 | 24 novembre 2009  |                 |
| 8  | And That's What Really Hurts            |                 | 1º dicembre 2009  |                 |
| 9  | Now We Are Lonely                       |                 | 8 dicembre 2009   |                 |
| 10 | Too Close for Comfort                   |                 | 15 dicembre 2009  |                 |
| 11 | Stand by Me                             |                 | 22 dicembre 2009  |                 |
| 12 | Resolutions                             |                 | 29 dicembre 2009  |                 |
| 13 | Talk to Me                              |                 | 5 gennaio 2010    |                 |
| 14 | A Glorious Reunion                      |                 | 12 gennaio 2010   |                 |
| 15 | Stop All the Clocks                     |                 | 26 gennaio 2010   |                 |
| 16 | Promises                                |                 | 27 gennaio 2010   |                 |
| 17 | ...And the Devil Makes Three            |                 | 2 febbraio 2010   |                 |
| 18 | Too Cold to Crash and Burn              |                 | 9 febbraio 2010   |                 |
| 19 | Downstairs Upstairs                     |                 | 16 febbraio 2010  |                 |
| 20 | Together Alone                          |                 | 17 febbraio 2010  |                 |
| 21 | Amare                                   |                 | 23 febbraio 2010  |                 |
| 22 | The Butterfly Effect (Part 1)           |                 | 2 marzo 2010      |                 |
| 23 | The Butterfly Effect (Part 2)           |                 | 9 marzo 2010      |                 |
| 24 | Faith No More                           |                 | 16 marzo 2010     |                 |
| 25 | Tipping Point                           |                 | 23 marzo 2010     |                 |
| 26 | Enemies Closer                          |                 | 30 marzo 2010     |                 |
| 27 | For the Greater Good                    |                 | 6 aprile 2010     |                 |
| 28 | Bette Davis Eyes                        |                 | 13 aprile 2010    |                 |
| 29 | X-Y Factor                              |                 | 20 aprile 2010    |                 |
| 30 | What Goes Around                        |                 | 27 aprile 2010    |                 |
| 31 | Apply Some Pressure                     |                 | 4 maggio 2010     |                 |
| 32 | Take No Prisoners                       |                 | 12 maggio 2010    |                 |
| 33 | Time and Tide (Part 1)                  |                 | 18 maggio 2010    |                 |
| 34 | Time and Tide (Part 2)                  |                 | 19 maggio 2010    |                 |
| 35 | Brutally Frank                          |                 | 25 maggio 2010    |                 |
| 36 | Taking Over                             |                 | 1º giugno 2010    |                 |
| 37 | Cross My Heart                          |                 | 8 giugno 2010     |                 |
| 38 | Thursday's Child                        |                 | 15 giugno 2010    |                 |
| 39 | Fool's Gold                             |                 | 1º luglio 2010    |                 |
| 40 | Swimming with Sharks                    |                 | 6 luglio 2010     |                 |
| 41 | Secrets You Keep                        |                 | 13 luglio 2010    |                 |
| 42 | All Cried Out                           |                 | 20 luglio 2010    |                 |
| 43 | Two in Five Marriages...                |                 | 27 luglio 2010    |                 |
| 44 | Dandelions                              |                 | 3 agosto 2010     |                 |
| 45 | Man with No Name                        |                 | 10 agosto 2010    |                 |
| 46 | Skipping a Beat                         |                 | 17 agosto 2010    |                 |
| 47 | Transgressions                          |                 | 24 agosto 2010    |                 |
| 48 | 'Til the Grave                          |                 | 25 agosto 2010    |                 |
| 49 | The Last Day of Summer                  |                 | 31 agosto 2010    |                 |
| 50 | Get Busy Living                         |                 | 7 settembre 2010  |                 |
| 51 | A Failure to Communicate                |                 | 14 settembre 2010 |                 |
| 52 | Test Results                            |                 | 21 settembre 2010 |                 |
| 53 | Long Night's Journey Into Day           |                 | 28 settembre 2010 |                 |
| 54 | Revelations                             |                 | 5 ottobre 2010    |                 |
| 55 | Misfit Love                             |                 | 12 ottobre 2010   |                 |